# نوربرت مولر (نحات)
نوربرت مولر (بالألمانية: Norbert Müller-Everling)‏ (و. 1953  م) هو نحات ألماني، ولد في بنسهايم.

## التعليم
تعلم في Kunstakademie Düsseldorf ‏
.